# John Thomas Mullock
Pour les articles homonymes, voir Mullock.
John Thomas Mullock, né le 27 septembre 1807 à Limerick en Irlande et décédé le 26 mars 1869 à Saint-Jean de Terre-Neuve au Canada, était un prélat catholique canadien. Il a été évêque de Saint-Jean de Terre-Neuve.

## Biographie
John Thomas Mullock est né à Limerick dans le comté éponyme en Irlande le 27 septembre 1807. En 1825, il est devenu un frère mineur (franciscain) et alla étudier au collège de Bonaventure à Séville en Andalousie. Il compléta ses études au séminaire du collège Saint-Isidore à Rome où il fut ordonné prêtre en 1829.
Après avoir servi en tant que prêtre pendant plusieurs années en Irlande, notamment à Ennis, à Cork et à Dublin, il fut nommé évêque coadjuteur avec droit de succession du diocèse de Saint-Jean de Terre-Neuve et évêque titulaire de Thaumacus (de). Il fut consacré évêque le 27 décembre 1847 par le cardinal Giacomo Filippo Fransoni au collège Saint-Isidore.
En juillet 1850, il devint l'évêque du diocèse de Saint-Jean, succédant à Michael Anthony Fleming. Durant son épiscopat, l'Église catholique fit beaucoup de progrès à Terre-Neuve et Labrador. Entre autres, un nouveau diocèse, celui de Harbour Grace, fut érigé et la cathédrale de Saint-Jean fut construite et consacrée, l'école de Saint-Bonaventure fut ouverte.
L'évêque Mullock joua un rôle dans le développement économique de Terre-Neuve. Il était notamment fréquemment consulté par le gouverneur au sujet des ressources naturelles et du bien-être du pays. Plusieurs de ses suggestions touchant aux pêches et d'autres domaines furent mises en place. Il était un ardent avocat pour que Terre-Neuve devienne un gouvernement responsable.

## Annexe